# Моренско језеро
Моренско језеро, или језеро у терминалном басену, је тип глацијалног акумулационог језера које настаје у пределима на којима је некада био активан глацијални процес. Формира се у терминалном басену који је са доње стране преграђен чеоним моренама, тако да се у њему вода задржава и ујезерава. Најчешћа су и најбројнија на високим планинама и поларним пределима.
Терминални басен је преиздубљени, плитки део ледничког корита у коме се отапа ледник. Налази се са унутрашње стране чеоне морене и уоквирен је њеним лучним бедемом. Дно басена покривено је подинским моренама које су акумулиране у облику брежуљака и издужених гредица у правцу кретања ледника. Ови брежуљци и гредице називају се друмлини. Њихово стварање је последица неравнина по дну валова и терминалног басена. Након отапања ледника, између друмлина, у интерколинским депресијама, заостају мања или већа језера. То су управо језера у терминалним басенима. Типско језеро у терминалном басену је језеро Гарда у Италији.
Гарда се налази на северу Италије, у подножју Алпа. Његово дно је око 200 m испод нивоа Јадранског мора, а висина чеоне морене достиже до 300 m. На сличан начин постала су и језера Мађоре, Комо, Женевско и Боденско.
Најпознатије језеро таквог типа на Балкану је Плавско језеро у Црној Гори, које је формирано у терминалном басену Плавско-гусињског ледника и највеће је ледничко језеро на Балкану са 1,99 км².